# 26858 Містерроджерс
26858 Містерроджерс (26858 Misterrogers) — астероїд головного поясу, відкритий 21 березня 1993 року.
Тіссеранів параметр щодо Юпітера — 3,390.